# Троеглазовка
Троеглазовка (каз. Троеглазовка) — упразднённое село в Зыряновском районе Восточно-Казахстанской области Казахстана. Ликвидировано в 1980-е годы.

## Географическое положение
Располагалось на реке Александровка (приток Мякотихи) в 10 км к северо-востоку от села Северное.

## Население
На карте 1984 года в селе значится 1 житель.